# Rallåstornet
Rallåstornet är ett länktorn för riks-TV-sändningar. Rallåstornet uppfördes på 442 meters höjd över havet, i östra Jämtland nära gränsen till Medelpad.
Trots namnet står det inte på Rallåsen utan på Bockbladhöjden.

## Byggnad
Tornet byggdes för Televerket i början av 1960-talet. Tornet göts i betong med gjutformsteknik. Gjut- eller glidformen trycktes successivt uppåt medan gjutningen pågick. Processen fick inte avstanna, så arbetet pågick dag som natt. Tornet var 108 meter högt, varav fackverksmasten ca 20 meter. Tornets diameter var 7 meter och väggarnas tjocklek något mindre än 0,2 meter. Tornets vikt uppskattades till 1400 ton.

## Verksamhet
När tornet stod klart och utrustningen inuti var monterad påbörjades de dagliga TV-sändningarna. På den här tiden fanns bara en TV-kanal och utsändningen var i svartvitt. Några timmar varje kväll kom en särskild operatör, en så kallad Länkvakt, de många milen för att närvara i tornet under sändningstiden. När programmen var slut för kvällen släckte länkvakten ner och åkte hem.
Så småningom behövde inte Televerket tornet. Statens vattenfallsverk blev ny ägare. Nu utnyttjades tornet för Mobilradio, ända fram till 2005 då elförsörjningen till tornet stängdes av.

## Rivning
Ett företag i Rättvik fick rivningsuppdraget 2022. Tornet asbestsanerades och sprängdes vid marken och föll i nordlig riktning torsdagen den 15 september 2022. Allt armeringsjärn separerades från betongen. Ett mobilt krossverk fick ta vid och tornet pulvriserades och spreds ut på berget. 